# La Vèze
La Vèze ist eine französische Gemeinde mit 495 Einwohnern (Stand: 1. Januar 2022) im Département Doubs in der Region Bourgogne-Franche-Comté. Sie gehört zum Arrondissement Besançon und ist Mitglied im Gemeindeverband Grand Besançon Métropole. Die Bewohner werden Véziers und Vézières genannt.

## Geographie
La Vèze liegt auf 391 m, etwa vier Kilometer südöstlich der Stadt Besançon (Luftlinie). Das Dorf erstreckt sich im westlichen Jura, auf dem sogenannten ersten Plateau am westlichen Rand des Sumpfgebietes Marais de Saône, am Südfuß der Jura-Randkette.
Die Fläche des 5,27 km² großen Gemeindegebiets umfasst einen Abschnitt des westlichen französischen Juras. Der Hauptteil des Gebietes wird vom breiten ersten Juraplateau eingenommen, das durchschnittlich auf 390 m liegt. Es bildet ein weites Becken ohne oberirdischen Abfluss. Diese Senke ist überwiegend von Wies- und Ackerland, teils auch von Wald bestanden. Im Osten hat La Vèze Anteil am Marais de Saône. Nach Süden steigt das Plateau im Bois d’Aglans leicht an auf 440 m. Im Norden erstreckt sich das Gemeindeareal bis auf die Höhe der Jura-Randkette, die südlich an das Doubstal anschließt. Hier wird mit 470 m die höchste Erhebung von La Vèze erreicht.
Zu La Vèze gehören der Weiler La Grande Combe (425 m) südlich des Bois d’Aglans sowie einige Einzelhöfe. Nachbargemeinden von La Vèze sind Morre im Norden, Saône im Osten, Tarcenay-Foucherans und Les Monts-Ronds im Süden sowie Fontain im Westen.

## Geschichte
Erstmals urkundlich erwähnt wird La Vèze im Jahr 1233 unter dem Namen Vèzia. Im Lauf der Zeit wandelte sich die Schreibweise über Vizia (1251), Vezia (1261) und La Vèse (1417) zum heutigen Namen La Vèze, der 1547 erstmals belegt ist. Seit dem Mittelalter gehörte das Dorf der Stadt Besançon. Zusammen mit der Franche-Comté gelangte es mit dem Frieden von Nimwegen 1678 an Frankreich. Erst 1835 wurde La Vèze von Besançon abgetrennt und zur selbständigen Gemeinde erhoben.

## Sehenswürdigkeiten
Die Dorfkirche von La Vèze wurde Ende des 19. Jahrhunderts erbaut. Aus dem 18. Jahrhundert stammt das Pfarrhaus.

## Bevölkerung
| Jahr                       | 1962 | 1968 | 1975 | 1982 | 1990 | 1999 | 2004 | 2016 |
| Einwohner                  | 203  | 244  | 273  | 368  | 400  | 437  | 448  | 443  |
| Quellen: Cassini und INSEE |      |      |      |      |      |      |      |      |

Mit 495 Einwohnern (Stand 1. Januar 2022) gehört La Vèze zu den kleinen Gemeinden des Départements Doubs. Nachdem die Einwohnerzahl in der ersten Hälfte des 20. Jahrhunderts deutlich abgenommen hatte (1881 wurden noch 332 Personen gezählt), wurde seit Beginn der 1960er Jahre wieder ein markantes Bevölkerungswachstum verzeichnet.

## Wirtschaft und Infrastruktur
La Vèze war bis weit ins 20. Jahrhundert hinein ein vorwiegend durch die Landwirtschaft (Ackerbau, Obstbau und Viehzucht) und die Forstwirtschaft geprägtes Dorf. Daneben gibt es heute einige Betriebe des Kleingewerbes. Mittlerweile hat sich das Dorf auch zu einer Wohngemeinde gewandelt. Viele Erwerbstätige sind Wegpendler, die in den größeren Ortschaften der Umgebung, insbesondere in Besançon ihrer Arbeit nachgehen.
Die Ortschaft ist verkehrstechnisch gut erschlossen. Sie liegt nahe der Hauptstraße RN 57, die Besançon mit Pontarlier verbindet. Die südliche Umfahrungsstraße von Besançon, die die RN 57  mit der RN 83 verbindet, wurde 2011 eröffnet. Weitere Straßenverbindungen bestehen mit Montfaucon, Saône, Les Monts-Ronds und Fontain. Südöstlich von La Vèze, zur Hauptsache auf dem Gemeindegebiet von Saône, befindet sich der Flugplatz von Besançon-La Vèze.